# Żyhaliwka
Żyhaliwka (ukr. Жигалівка) – wieś na Ukrainie, w obwodzie winnickim, w rejonie chmielnickim, w hromadzie Janów. W 2001 liczyła 609 mieszkańców, spośród których 604 wskazało jako ojczysty język ukraiński, a 5 rosyjski.